# Asperdaphne walcotae
Asperdaphne walcotae é uma espécie de gastrópode do gênero Asperdaphne, pertencente a família Raphitomidae.